# Prisma esagonale parabiaumentato
In geometria solida, il prisma esagonale parabiaumentato è un poliedro con 14 facce che può essere costruito, come intuibile dal suo nome, aumentando un prisma esagonale facendo combaciare due delle sue facce laterali non adiacenti e parallele con la base di due piramidi quadrate.

## Caratteristiche
Il prisma esagonale parabiaumentato è uno dei 92 solidi di Johnson, in particolare quello indicato come J55, ossia un poliedro strettamente convesso avente come facce dei poligoni regolari ma comunque non appartenente alla famiglia dei poliedri uniformi, ed è il settimo di una serie di nove prismi aumentati tutti facenti parte dei solidi di Johnson.
Per quanto riguarda i 14 vertici di questo poliedro, su 8 di essi incidono una faccia esagonale, una quadrata e due quadrate, su 4 vertici incidono una faccia esagonale e due quadrate, e sugli ultimi due vertici incidono quattro facce triangolari.

## Formule
Considerando un prisma esagonale parabiaumentato avente come facce dei poligoni regolari aventi lato di lunghezza {\displaystyle a}, le formule per il calcolo del volume {\displaystyle V} e della superficie {\displaystyle A} risultano essere:
{\displaystyle V={\frac {a^{3}}{6}}\left(2{\sqrt {2}}+9{\sqrt {3}}\right)\approx 3,0694807\ldots a^{3};}
{\displaystyle A=\left(4+5{\sqrt {3}}\right)a^{2}\approx 12,6602540\ldots a^{2}.}

## Poliedro duale
Il poliedro duale del prisma esagonale parabiaumentato è una bipiramide esagonale parabilaterotroncata.

## Poliedri correlati
Il prisma esagonale parabiaumentato può essere ancora aumentato o diminuito aggiungendogli o sottraendogli una piramide a base quadrata e formando, rispettivamente il prisma esagonale triaumentato o il prisma esagonale aumentato, anch'essi facenti parte dei solidi di Johnson.